# Sevilla (Sucumbíos)
Sevilla ist eine Ortschaft und eine Parroquia rural im Kanton Cascales der ecuadorianischen Provinz Sucumbíos. Die Parroquia besitzt eine Fläche von 109,68 km² groß. Beim Zensus 2010 wurden 2749 Einwohner gezählt. Für das Jahr 2015 wurde eine Einwohnerzahl von 3200 prognostiziert.

## Lage
Die Parroquia Sevilla liegt im Amazonastiefland im Norden von Ecuador nahe der kolumbianischen Grenze in Höhen zwischen 350 m und 400 m. Der Río Aguarico fließt entlang der südlichen Verwaltungsgrenze nach Osten. Das Verwaltungsgebiet besitzt eine Längsausdehnung in Ost-West- und in Nord-Süd-Richtung von jeweils etwa 11 km. Entlang der nordöstlichen Verwaltungsgrenze fließt der Río Aguas Blancas Grande, ein Nebenfluss des Río San Miguel, nach Osten. Die Fernstraße E10 (Lumbaquí–Nueva Loja) durchquert das Areal in Ost-West-Richtung. Der etwa 370 m hoch gelegene Hauptort Sevilla befindet sich an der E10 knapp 5 km ostnordöstlich vom Kantonshauptort El Dorado de Cascales.
Die Parroquia Sevilla grenzt im Nordosten an die Parroquia Santa Rosa de Sucumbíos, im Osten an die Parroquia Jambelí (Kanton Lago Agrio) sowie im Süden, im Westen und im Nordwesten an die Parroquia El Dorado de Cascales.

## Orte und Siedlungen
In der Parroquia gibt es neben dem Hauptort Sevilla folgende Recintos: La Libertad, Luz de America, Manuel Franco, San Carlos, San Luis, San Miguel, San Pedrito und Tres Hermanos. Ferner gibt es die von Kichwa bewohnte Comunidad Allishunku.

## Geschichte
Die Gründung der Parroquia Sevilla wurde am 30. Juli 1991 im Registro Oficial N° 736 bekannt gemacht und damit wirksam.